# Dan Mathews

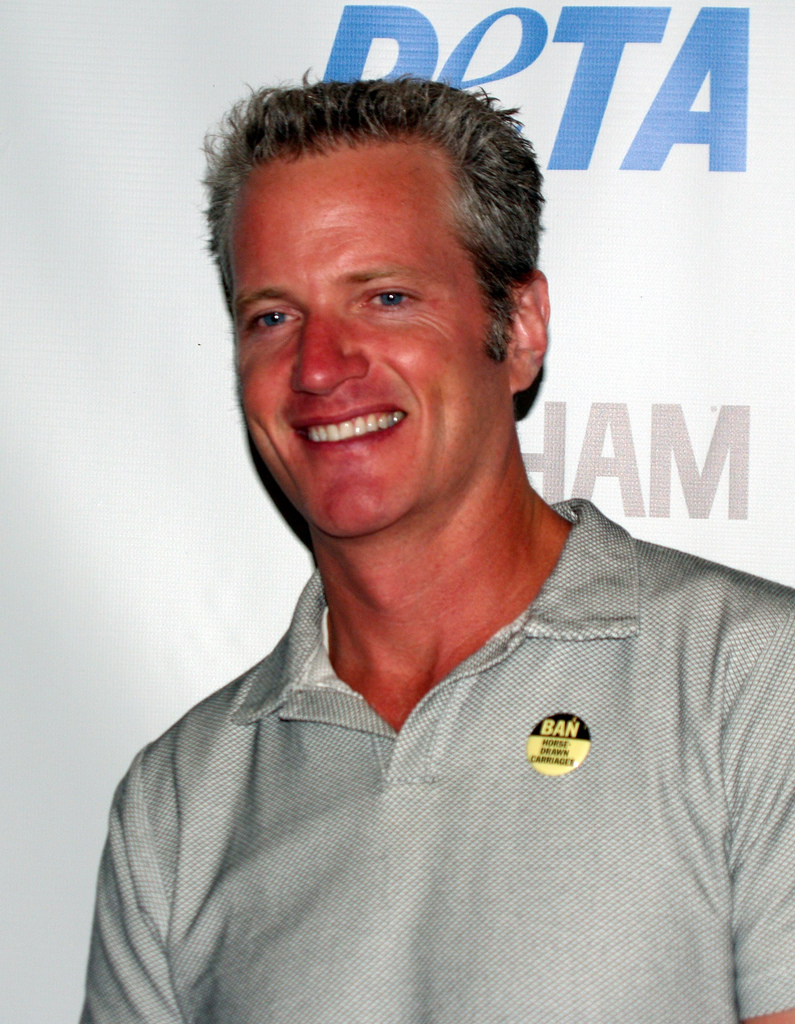
Dan Mathews

Dan Mathews (* 25. Oktober 1964 in Newport Beach, Kalifornien, Vereinigte Staaten) ist Vizepräsident der Tierrechtsorganisation PETA (People for the Ethical Treatment of Animals, deutsch: Menschen für den ethischen Umgang mit Tieren).

## Leben
Dan Mathews ist Senior-Vizepräsident der Tierrechtsorganisation PETA. Er ist bekannt als Urheber der meisten kontroversen und spektakulären Kampagnen von PETA, wie zum Beispiel die Anti-Pelz-Anzeige I’d Rather Go Naked Than Wear Fur (deutsch: Lieber nackt als im Pelz) oder auch Kampagnen mit Morrissey, Pamela Anderson, Pink, Nina Hagen, Paul McCartney und Dirk Bach. Über die Strategien von PETA, Tierschutzthemen in enger Zusammenarbeit mit Prominenten öffentlich zu lancieren, sagt Mathews: „Misshandelte Tiere sind kein Thema, mit dem die Leute sich gern befassen. Wenn man die Botschaft mit Sex, Humor und Prominenten verpackt, hat man eher die Chance, dass man Leute erreicht“.
Fast 25 Jahre setzt sich Mathews mittlerweile kompromisslos für die Rechte von Tieren und gegen Pelz ein. Mehrfache Verhaftungen konnten ihn davon nicht abhalten. Im Gegenteil: „Wenn man bedenkt, wie Tiere leiden, gehen wir nicht weit genug“, sagt Dan Mathews.
Im Jahr 2000 wurde er vom amerikanischen Gay-Lifestyle-Magazin Genre als einer der einflussreichsten Menschen des neuen Jahrhunderts eingeschätzt. Als er vom Magazin gefragt wurde, wen er selbst als einen der einflussreichsten Homosexuellen betrachte, nannte er scherzhaft den Amokläufer Andrew Cunanan, „weil er Gianni Versace dazu brachte, keinen Pelz mehr zu verwenden“. 2007 belegte Mathews im US-Magazin OUT Platz 37 der 50 mächtigsten homosexuellen Männer und Frauen in Amerika.
2007 erschien seine Autobiographie, in der Dan Mathews von seiner Schulzeit berichtet, wo er als offener Schwuler von seinen Mitschülern immer wieder verprügelt wurde, über seinen zweijährigen Aufenthalt in Italien, wo sich der Teenager prostituierte, über seine Zeit als Modell und Schauspieler bis hin zu seiner Karriere bei PETA, wo er sich vom Telefonisten bis zum Vizepräsidenten hochgearbeitet hat. Die Übersetzung seiner Memoiren RESPEKT! erschien im März 2009.